# Bắc Sơn, Bỉm Sơn
Bắc Sơn là một phường nằm ở phía bắc thị xã Bỉm Sơn, tỉnh Thanh Hóa, Việt Nam.
Gần như đối xứng với phường này qua đèo Ba Dội là phường Nam Sơn, thành phố Tam Điệp, tỉnh Ninh Bình; hai phường ở vị trí cửa ngõ giữa 2 miền Trung và Bắc Việt Nam.

## Địa lý
Bắc Sơn cách Thủ đô Hà Nội 120 km về phía nam, cách thành phố Thanh Hóa 34 km về phía bắc, nằm trên mạng lưới giao thông vận tải thuận lợi với tuyến đường sắt Bắc - Nam, quốc lộ 1 chạy qua, tạo nên mối giao thương rộng lớn với các tỉnh trong vùng và các trung tâm kinh tế lớn của cả nước.
- Phía đông giáp phường Đông Sơn
- Phía tây giáp xã Hà Long, huyện Hà Trung
- Phía nam giáp các phường Ba Đình, Ngọc Trạo
- Phía bắc giáp phường Nam Sơn, thành phố Tam Điệp, tỉnh Ninh Bình.